# Gunnar Ingemarsson
Ernst Gunnar Oskar Ingemarsson, född den 2 juli 1894 i Ås församling, Jönköpings län, död den 17 december 1956 i Växjö, var en svensk ämbetsman.
Ingemarsson avlade studentexamen i Växjö 1913 och juris kandidatexamen vid Lunds universitet 1917. Han genomförde tingstjänstgöring och var därefter tillförordnad domhavande i Lysings och Göstrings häraders domsaga samt tillförordnad borgmästare i Söderköping. Ingemarsson blev landskontorist i Östergötlands län 1921, extra länsbokhållare där samma år, ordinarie länsbokhållare 1925, i Uppsala län 1928 och länsassessor i Västernorrlands län 1932. Han var landskamrerare där 1934–1943 och i Kronobergs län från 1943 till sin död. Ingemarsson blev riddare av Nordstjärneorden 1939 och kommendör av andra klassen av samma orden 1948.